# غابرييل بيبرون
غابرييل بيبرون (بالفرنسية: Gabriel Bibron)‏ هو عالم حيوانات وزواحف وبرمائيات فرنسي، ولد 20 أكتوبر 1805 في باريس، وتوفي في 27 مارس 1848 في سانت ألبان ليزو [الإنجليزية].
هو ابن موظف في المتحف الفرنسي الوطني للتاريخ الطبيعي، حصل مبكرا على تدريب جيد في التاريخ الطبيعي، ووُظّف لتشكيل مجموعات الفقاريات في إيطاليا وصقلية. و شارك في البعثة العلمية للموريا.
في أبريل 1826، تزوج لويز روسو (بالفرنسية: Louise Rousseau)‏. التقى في عام 1832 اندري ماري كونستانت دميريل و عمل معه كمساعد.